# نکتار پاپازیان
مهندس نکتار پاپازیان-آندره‌یف (ارمنی: Նեկտար Փափազյան; انگلیسی: Nectar Papazian-Andreef؛ زاده ۱۹۲۴ یا ۱۹۲۷) معمار ارمنی‌تبار اهل ایران است. در زندگی حرفه‌ای به نام شوهرش معروف به خانم آندرف می‌باشد. وی از جمله اولین معماران زن ایرانی، متعلق به نخستین نسل از دانش‌آموختگان معماری دانشگاه تهران می‌باشد.

## زندگی‌نامه
در ۱۳۰۳ یا ۱۳۰۶ شهر اراک به دنیا آمد. تحصیلات ابتدایی و متوسطه را در تهران گذراند. وی جزء اولین دختران دانش‌آموز در رشته ریاضی بود. پس از اخذ دیپلم وارد دانشکده هنرهای زیبای دانشگاه تهران شد و در آنجا نیز نخستین دانشجوی دختر در رشته معماری بود. پس از دو سال تحصیل در تهران به فرانسه رفت و در مدرسهٔ هنرهای زیبای پاریس و دانشگاه بوزار پاریس به تحصیل معماری پرداخت. وی در مدت ده سالی که در پاریس اقامت داشت، به کار در دفاتر معماری نیز مشغول بود.
در سال ۱۳۳۸ خورشیدی (۱۹۵۹ میلادی) به ایران بازگشت و دفتر معماری خود را تأسیس کرد و تا سال ۱۳۵۸ خورشیدی (۱۹۷۹ میلادی) فعالیت خود را در ایران ادامه داد. نکتار پاپازیان از جمله معماران زن ایرانی شرکت‌کننده در کنگره بین‌المللی زنان معمار در سال ۱۳۵۶ بود.

## فعالیت‌ها
از کارهای قابل توجه وی می‌توان پروژه‌های زیر را نام برد:
- بخش‌هایی از دانشگاه تبریز
- دانشگاه جندی‌شاپور اهواز (شهید چمران فعلی)
- نخستین طرح جامع تبریز
- چند مرکز آموزش حرفه‌ای
- دفاتر مرکزی جمعیت خیریه فرح پهلوی
- گمرک آستارا
- دبیرستان جامع دانشگاه بوعلی همدان
- انستیتوی مربیان حرفه‌ای کرج و
- طرح کوی نابینایان تهران برای باشگاه لاینز

## یادداشت
1. ↑  بررسی نقش زنان معمار در معماری معاصر ایران (۱۳۲۰ تا ۱۳۵۷ خورشیدی)
2. ↑  نکتار پاپازیان آندرف؛ از نخستین نسل معماران زن و از ارامنه ایران